# Kevin Elyot
Kevin Elyot, né le 18 juillet 1951 à Birmingham et mort le 7 juin 2014 , est un dramaturge, acteur et scénariste britannique.

## Biographie
Après des études secondaires à la King Edward's School de Birmingham, où il se lie d'amitié avec la future comédienne Lindsay Duncan, il poursuit des études d'art dramatique à l'Université de Bristol et commence une carrière de comédien au Bush Theatre de Londres et à la télévision. Encouragé à écrire, il signe en 1982 Coming Clean, qui évoque l'infidélité dans un couple homosexuel. La pièce, représentée au Bush Theatre, est récompensé par un Samuel Beckett Award. Il écrit ensuite plusieurs pièces tout en poursuivant sa carrière de comédien. En 1993, il contracte une pneumonie pendant une tournée du Malade imaginaire de Molière et doit être hospitalisé d'urgence ; il ne jouera plus par la suite.
La même année, sa pièce My Night With Reg, une commande initiale du Hampstead Theatre est montée au Royal Court Theatre avec John Sessions et David Bamber. La pièce, qui suit un groupe d'amis gays au moment de l'émergence du SIDA, reçoit plusieurs prix, dont l'Evening Standard Award et l'Olivier Award de la meilleure comédie, et le consacre comme auteur dramatique de premier plan. Transférée dans le West End, elle est ensuite adaptée par la BBC pour la télévision. En 1998, sa pièce The Day I Stood Still est mise en scène par Ian Rickson au National Theatre. Devenu directeur artistique du Royal Court Theatre, ce dernier dirige en 2001 Mouth to Mouth, avec Michael Maloney, Ray Stevenson et Lindsay Duncan, pour qui Elyot a écrit le rôle de Laura. La collaboration d'Elyot et Rickson se poursuit en 2004 avec Forty Winks.
Kevin Elyot est également l'auteur de plusieurs pièces pour la radio. Il a porté à la télévision deux de ses pièces, adapté plusieurs romans d'Agatha Christie pour les séries Hercule Poirot et Miss Marple et écrit plusieurs téléfilms, dont Clapham Junction (2007) et Christopher et Heinz (2011) avec Matt Smith sur la vie Christopher Isherwood.

## Œuvres
Pièces de théâtre
- 1982 : Coming Clean, Bush Theatre. Samuel Beckett Award.
- 1989 : Consent, Horseshoe Theatre, Blackpool.
- 1990 : The Moonstone, adapté du roman du même nom de Wilkie Collins.
- 1992 : Artists & Admirers, nouvelle traduction d'Alexandre Ostrovski, Royal Shakespeare Company.
- 1994 : My Night With Reg, Royal Court Theatre. Evening Standard Award et Olivier Award de la meilleure comédie, les Critics' Circle et Writer's Guild Theatre Awards.
- 1998 : The Day I Stood Still, National Theatre.
- 2001 : Mouth to Mouth, Royal Court, puis Albery Theatre (Londres), puis Broadway. Critics' Circle Award, nomination à l'Olivier Award.
- 2004 : Forty Winks, Royal Court.
- 2005 : And There They Were None, Gielgud Theatre.

Quatre de ses pièces – Coming Clean, My Night With Reg, The Day I Stood Still et Mouth to Mouth – sont rassemblées dans un recueil publié par Nick Hern.

## Filmographie
- 1990 : Killing Time (The Play on One, 9 août). Writers' Guild Award.
- 1997 : My Night With Reg, adaptation de sa pièce de théâtre.
- 1997 : The Moonstone, adaptation de sa pièce de théâtre.
- 2004 : Mort sur le Nil et Cinq Petits Cochons (série Hercule Poirot)
- 2004 : Un cadavre dans la bibliothèque (série Miss Marple)
- 2005 : Riot at the Rite
- 2006 : La Plume empoisonnée (série Miss Marple)
- 2006 : No Night is Too Long de Tom Shankland
- 2007 : Clapham Junction
- 2007 : Murder of Jody Dobrowski d'Adrian Shergold (scenario sur un crime homophobe)
- 2008 : L'Heure zéro (série Miss Marple)
- 2008 : Pour une poignée de seigle (série Miss Marple)
- 2011 : Christopher et Heinz (Christopher and His Kind), adapté de l'autobiographie de Christopher Isherwood.